# 布什頓 (伊利諾伊州)
布什頓（英語：Bushton）是位於美國伊利諾伊州科爾斯縣的一個非建制地區。該地的面積和人口皆未知。

## 地理
布什頓的座標為39°35′32″N 88°08′19″W / 39.59222°N 88.13861°W，而該地的平均海拔高度為204米（即669英尺）。